# おかえり まーさん
おかえり まーさんは小池田マヤによる4コマ漫画作品。1991年に芳文社の『まんがホーム』で連載が開始、後に『まんがタイム』・『まんがタイムジャンボ』でも連載が始まり、1998年まで連載された。
作者の友人をネタ元に主人公（女性）を設定し、板前であるだんなと主人公とのほのぼのとした日常生活を描いた作品。

## 登場人物
きよこ
22歳、主婦。家事を一手に引き受けているが、少々グータラ。料理はかなり不得意である。モデルは作者の友人（こちら名前は「きよか」）。
正臣
32歳、料亭で板前として働いている。料理の腕はかなりのもの。妻の事を愛してはいるものの、その家事の不手際（主に料理方面）にため息をつく事もしばしば。

## 単行本
芳文社より、全3巻が発売。また、同じ作者の『僕のかわいい上司さま』1巻にも初期の作品が収録されている。
あとがき等で、作者の高校時代の生活を垣間見ることができる。
1. ISBN 9784832261075（1998年4月）
2. ISBN 9784832261167（1998年8月）
3. ISBN 9784832261280（1999年2月）